# Forever (album của Spice Girls)
Forever là album phòng thu thứ ba và cũng là cuối cùng của nhóm nhạc nữ người Anh Spice Girls, phát hành vào ngày 1 tháng 11 năm 2000 bởi Virgin Records. Đây cũng là đĩa nhạc đầu tiên và duy nhất không có sự tham gia của thành viên Geri Halliwell, người bất ngờ rời nhóm vào giữa năm 1998. Với mong muốn xây dựng hình ảnh trưởng thành hơn so với thể loại dance-pop của hai album phòng thu trước Spice (1996) và Spiceworld (1998) cũng như bắt kịp xu hướng âm nhạc mang hơi hướng R&B lúc bấy giờ, Spice Girls hợp tác với một loạt nhà sản xuất đương đại người Mỹ, bao gồm Rodney Jerkins, Jimmy Jam and Terry Lewis, Harvey Mason Jr., Robert Smith và Uncle Freddie. Quá trình thu âm bị trì hoãn nhiều lần, do tất cả các thành viên bắt đầu thực hiện những dự án cá nhân và góp giọng trong những bản nhạc của nhiều nghệ sĩ khác. Nhóm cũng trải qua nhiều buổi làm việc với những cộng tác viên quen thuộc Matt Rowe và Richard Stannard, tuy nhiên thành quả không đạt được như mong muốn và bị loại khỏi album.
Forever còn bao gồm đĩa đơn năm 1998 "Goodbye", giúp nhóm trở thành nghệ sĩ nữ đầu tiên trong lịch sử sở hữu những đĩa đơn quán quân mùa Giáng sinh tại Vương quốc Anh trong ba năm liên tiếp. Sau khi phát hành, album đa phần nhận được những phản ứng trái chiều từ các nhà phê bình âm nhạc, trong đó họ đánh giá cao khâu sản xuất của tác phẩm nhưng vấp phải nhiều quan điểm khác nhau về sự thay đổi phong cách âm nhạc của Spice Girls so với những đĩa nhạc trước. Forever cũng đạt được những thành tích hạn chế về mặt thương mại khi lọt vào top 10 ở một số quốc gia và lãnh thổ, bao gồm Úc, Áo, Canada, Đức, Scotland và Vương quốc Anh. Album ra mắt ở vị trí thứ 39 trên bảng xếp hạng Billboard 200 với 34,000 bản, đánh dấu album thứ ba liên tiếp trong sự nghiệp của nhóm vuơn đến top 40 nhưng lại là đĩa nhạc đầu tiên không thể vươn đến top 10 tại Hoa Kỳ. Tính đến nay, Forever đã bán được hơn hai triệu bản trên toàn cầu, một thành tích được xem là thất vọng nếu so với doanh số tiêu thụ của Spice và Spiceworld.
Đĩa đơn mở đường và duy nhất của album, đĩa đơn mặt A kép "Holler" và "Let Love Lead the Way" ra mắt ở vị trí số một trên bảng xếp hạng UK Singles Chart, trở thành đĩa đơn quán quân thứ chín của Spice Girls tại Vương quốc Anh. Đĩa đơn cũng gặt hái nhiều thành công trên thị trường quốc tế khi xuất hiện trong top 10 tại nhiều quốc gia nhưng không thể lọt vào bảng xếp hạng Billboard Hot 100 tại Hoa Kỳ. Ngoài ra, "Tell Me Why", "Weekend Love" và "If You Wanna Have Some Fun" cũng được phát hành dưới dạng đĩa đơn quảng bá. Spice Girls trình diễn trên nhiều chương trình truyền hình và lễ trao giải lớn để hỗ trợ cho đĩa nhạc, như The National Lottery Stars, Top of the Pops, CD:UK và giải thưởng Âm nhạc MTV Châu Âu năm 2000, cũng như dự định thực hiện một chuyến lưu diễn thế giới vào cuối năm 2001, nhưng kế hoạch đã bị hủy bỏ. Sau khi kết thúc chiến dịch quảng bá, Spice Girls tạm dừng hoạt động vô thời hạn để các thành viên hoạt động sự nghiệp riêng và chỉ tái hợp vào năm 2007 với album tuyển tập Greatest Hits.

## Danh sách bài hát
| Forever – Phiên bản tiêu chuẩn | Forever – Phiên bản tiêu chuẩn | Forever – Phiên bản tiêu chuẩn                                                                              | Forever – Phiên bản tiêu chuẩn                      | Forever – Phiên bản tiêu chuẩn |
| STT                            | Nhan đề                        | Sáng tác | Sản xuất                                            | Thời lượng                     |
| ------------------------------ | ------------------------------ | --- | --------------------------------------------------- | ------------------------------ |
| 1.                             | "Holler"                       | Victoria Beckham Melanie Brown Emma Bunton Melanie Chisholm Rodney Jerkins LaShawn Daniels Fred Jerkins III | Jerkins LaShawn "The Big Shiz" Daniels [a]          | 4:15                           |
| 2.                             | "Tell Me Why"                  | Beckham Brown Bunton Jerkins Daniels Jerkins III Mischke Butler                                             | Jerkins Daniels [a]                                 | 4:13                           |
| 3.                             | "Let Love Lead the Way"        | Beckham Brown Bunton Chisholm Jerkins Daniels Jerkins III Harvey Mason Jr.                                  | Mason Jr. Jerkins Daniels [a]                       | 4:57                           |
| 4.                             | "Right Back at Ya"             | Beckham Brown Bunton Chisholm Eliot Kennedy Tim Lever                                                       | Uncle Freddie Daniels [a] Kennedy [b] Sue Drake [b] | 4:09                           |
| 5.                             | "Get Down with Me"             | Beckham Brown Bunton Jerkins Daniels Jerkins III Butler Robert Smith                                        | Jerkins Smith Daniels [a]                           | 3:45                           |
| 6.                             | "Wasting My Time"              | Brown Bunton Chisholm Daniels Jerkins III                                                                   | Uncle Freddie Daniels [a]                           | 4:13                           |
| 7.                             | "Weekend Love"                 | Beckham Brown Bunton Chisholm Jerkins Daniels Jerkins III                                                   | Jerkins Daniels [a]                                 | 4:04                           |
| 8.                             | "Time Goes By"                 | Beckham Brown Bunton Jerkins Daniels Jerkins III Butler                                                     | Jerkins Uncle Freddie Daniels [a]                   | 4:51                           |
| 9.                             | "If You Wanna Have Some Fun"   | Beckham Brown Bunton Chisholm James Harris III Terry Lewis                                                  | Jimmy Jam and Terry Lewis                           | 5:25                           |
| 10.                            | "Oxygen"                       | Beckham Brown Bunton Chisholm Harris III Lewis                                                              | Jimmy Jam and Terry Lewis                           | 4:55                           |
| 11.                            | "Goodbye"                      | Beckham Brown Bunton Chisholm Richard Stannard Matt Rowe                                                    | Stannard Rowe                                       | 4:35                           |

| Forever – Phiên bản tại Nhật Bản (bản nhạc bổ sung) | Forever – Phiên bản tại Nhật Bản (bản nhạc bổ sung) | Forever – Phiên bản tại Nhật Bản (bản nhạc bổ sung)       | Forever – Phiên bản tại Nhật Bản (bản nhạc bổ sung) | Forever – Phiên bản tại Nhật Bản (bản nhạc bổ sung) |
| STT                                                 | Nhan đề                                             | Sáng tác                                                  | Sản xuất                                            | Thời lượng                                          |
| --------------------------------------------------- | --------------------------------------------------- | --------------------------------------------------------- | --------------------------------------------------- | --------------------------------------------------- |
| 12.                                                 | "Holler" (MAW remix)                                | Beckham Brown Bunton Chisholm Jerkins Daniels Jerkins III | Jerkins Daniels [a] Masters at Work [c]             | 8:30                                                |

Ghi chú
- ^[a]  nghĩa là sản xuất giọng hát
- ^[b]  nghĩa là sản xuất giọng hát bổ sung
- ^[c]  nghĩa là người phối lại

## Xếp hạng
| Bảng xếp hạng (2000)                     | Vị trí cao nhất |
| ---------------------------------------- | --------------- |
| Album Úc (ARIA)                          | 9               |
| Album Úc Dance (ARIA)                    | 5               |
| Album Áo (Ö3 Austria)                    | 10              |
| Album Bỉ (Ultratop Vlaanderen)           | 44              |
| Album Bỉ (Ultratop Wallonie)             | 39              |
| Album Canada (Billboard)                 | 6               |
| Album Hà Lan (Album Top 100)             | 30              |
| Album Châu Âu (Music & Media)            | 5               |
| Album Phần Lan (Suomen virallinen lista) | 24              |
| Album Pháp (SNEP)                        | 43              |
| Album Đức (Offizielle Top 100)           | 6               |
| Album Hy Lạp (IFPI)                      | 4               |
| Album Hungaria (MAHASZ)                  | 20              |
| Album Iceland (Tónlist)                  | 14              |
| Album Ireland (IRMA)                     | 15              |
| Album Ý (FIMI)                           | 11              |
| Album Nhật Bản (Oricon)                  | 12              |
| Album Malaysia (RIM)                     | 2               |
| Album New Zealand (RMNZ)                 | 25              |
| Album Na Uy (VG-lista)                   | 26              |
| Album Ba Lan (ZPAV)                      | 22              |
| Album Scotland (OCC)                     | 4               |
| Album Tây Ban Nha (AFYVE)                | 26              |
| Album Thụy Điển (Sverigetopplistan)      | 24              |
| Album Thụy Sĩ (Schweizer Hitparade)      | 11              |
| Album Anh Quốc (OCC)                     | 2               |
| Album Hoa Kỳ Billboard 200               | 39              |

| Bảng xếp hạng (2020)          | Vị trí cao nhất |
| ----------------------------- | --------------- |
| Album Anh Quốc Đĩa than (OCC) | 15              |

| Bảng xếp hạng (2000)             | Vị trí |
| -------------------------------- | ------ |
| Album Úc (ARIA)                  | 74     |
| Album Canada (Nielsen SoundScan) | 99     |
| Album Anh Quốc (OCC)             | 59     |

## Chứng nhận
| Quốc gia                                                                           | Chứng nhận  | Số đơn vị/doanh số chứng nhận |
| ---------------------------------------------------------------------------------- | ----------- | ----------------------------- |
| Úc (ARIA)                                                                          | Vàng        | 35.000^                       |
| Áo (IFPI Áo)                                                                       | Vàng        | 25.000*                       |
| Bỉ (BEA)                                                                           | Vàng        | 25.000*                       |
| Brasil (Pro-Música Brasil)                                                         | Vàng        | 100.000*                      |
| Canada (Music Canada)                                                              | 2× Bạch kim | 200.000^                      |
| Phần Lan (Musiikkituottajat)                                                       | —           | 10,029                        |
| Pháp (SNEP)                                                                        | Vàng        | 100.000*                      |
| Đức (BVMI)                                                                         | Vàng        | 250.000^                      |
| Hà Lan (NVPI)                                                                      | Vàng        | 40.000^                       |
| New Zealand (RMNZ)                                                                 | Vàng        | 7.500^                        |
| Tây Ban Nha (PROMUSICAE)                                                           | Vàng        | 50.000^                       |
| Thụy Sĩ (IFPI)                                                                     | Bạch kim    | 50.000^                       |
| Anh Quốc (BPI)                                                                     | Bạch kim    | 300.000^                      |
| Hoa Kỳ (RIAA)                                                                      | —           | 208,000                       |
| Tổng hợp                                                                           |             |                               |
| Toàn cầu                                                                           | —           | 2,000,000                     |
| * Chứng nhận dựa theo doanh số tiêu thụ. ^ Chứng nhận dựa theo doanh số nhập hàng. |             |                               |

## Lịch sử phát hành
| Khu vực        | Ngày             | Định dạng | Hãng đĩa        | Ct.    |
| -------------- | ---------------- | --------- | --------------- | ------ |
| Nhật Bản       | 1 tháng 11, 2000 | CD        | EMI Music Japan | [ 50 ] |
| Vương quốc Anh | 6 tháng 11, 2000 | CD        | Virgin          | [ 51 ] |
| Canada         | 7 tháng 11, 2000 | CD        | EMI             | [ 52 ] |
| Hoa Kỳ         | 7 tháng 11, 2000 | CD        | Virgin          | [ 53 ] |